# Alberth Elis
Alberth Josué Elis Martínez (Tela, Atlántida, Honduras; 12 de febrero de 1996) es un futbolista hondureño que juega como delantero y actualmente milita en el C. S. Marítimo de la Segunda Liga.

## Trayectoria

### Olimpia
Se inició en las categorías inferiores del Real España, proveniente de la Escuela de Fútbol Esafi de San Pedro Sula. Luego estuvo a prueba con las fuerzas básicas del Monterrey en México, pero finalmente se quedó jugando con el equipo de reserva del Olimpia.
Hizo su debut profesional para el Olimpia el 2 de septiembre de 2013 en un Clásico Capitalino ante el Motagua, el cual finalizó con victoria de 2-1 para los albos. Su primer gol con este equipo se lo anotó al Marathón el 24 de agosto de 2014 en un partido correspondiente a la Jornada 4 del Torneo Apertura 2014 de la Liga Nacional de Honduras, que terminó con una victoria de 4-0 para el Olimpia.

### Monterrey
El 25 de agosto de 2016 se confirmó su traspaso al Monterrey de la Liga MX por $2 millones de dólares y 4 años de contrato.
Su debut se produce frente al Tijuana y el partido terminaría con empate sin goles.

### Houston Dynamo
El 19 de diciembre de 2016 se anunció su préstamo por un año al Houston Dynamo de la Major League Soccer, aunque al cabo de la temporada el club efectuó la opción de compra y pagó 2.5 millones de dólares por el 100% de sus derechos deportivos.

### Boavista
En septiembre de 2020 se anunció su transferencia al Boavista F. C. portugués siendo valorado por 3.5 millones de euros.

### Francia
Un año después fue cedido al F. C. Girondins de Burdeos. Al término de la temporada fue ejecutada la opción de compra que incluía el acuerdo.
El 30 de enero de 2023, tras año y medio en los que anotó diez goles, fue cedido al Stade Brest con una opción de compra.

## Selección nacional

### Selecciones menores
Disputó la Copa Mundial de Fútbol Sub-17 de 2013. El 30 de abril de 2015 se anunció que había sido convocado para disputar la Copa Mundial de Fútbol Sub-20 de 2015 en Nueva Zelanda. El 25 de julio de 2016 se anunció su convocatoria a la selección olímpica de Honduras para disputar los Juegos Olímpicos de Río 2016.

### Selección absoluta
El 30 de septiembre de 2014 fue convocado por Hernán Medford a la selección mayor para disputar los juegos amistosos contra México y Estados Unidos en octubre. Debutó con la selección mayor el 9 de octubre de 2014 en la derrota 0-2 ante la selección mexicana en Tuxtla Gutiérrez por un amistoso de Fecha FIFA.

### Participaciones en selección nacional
| Copa                                | Categoría                           | Sede                                  | Resultado                           | Part. | Goles |
| ----------------------------------- | ----------------------------------- | ------------------------------------- | ----------------------------------- | ----- | ----- |
| Campeonato Sub-17 de 2013           | Sub-17                              | Panamá                                | Cuarto lugar                        | 5     | 1     |
| Mundial Sub-17 de 2013              | Sub-17                              | EAU                                   | Cuartos de final                    | 4     | 0     |
| Campeonato Sub-20 de 2015           | Sub-20                              | Jamaica                               | Cuarto lugar                        | 6     | 4     |
| Mundial Sub-20 de 2015              | Sub-20                              | Nueva Zelanda                         | Primera fase                        | 2     | 0     |
| Preolímpico Concacaf 2015           | Sub-23                              | Estados Unidos                        | Subcampeón                          | 4     | 4     |
| Clasificación Mundial 2018          | Absoluta                            | Concacaf                              | Hexagonal final                     | 15    | 5     |
| Juegos Olímpicos 2016               | Sub-23                              | Río                                   | Cuarto lugar                        | 6     | 2     |
| Copa de Oro 2017                    | Absoluta                            | Estados Unidos                        | Cuartos de final                    | 4     | 0     |
| Copa de Oro 2019                    | Absoluta                            | Costa Rica · Estados Unidos · Jamaica | Fase de grupos                      | 3     | 0     |
| Liga de Naciones 2019-20            | Absoluta                            | Concacaf                              | Tercer lugar                        | 5     | 3     |
| Copa de Oro 2021                    | Absoluta                            | Estados Unidos                        | Cuartos de final                    | 2     | 0     |
| Clasificación Mundial 2022          | Absoluta                            | Concacaf                              | Octagonal final                     | 8     | 1     |
| Copa de Oro 2023                    | Absoluta                            | Estados Unidos · Canadá               | Fase de grupos                      | 2     | 1     |
| Liga de Naciones 2023-24            | Absoluta                            | Concacaf                              | Cuartos de final                    | 4     | 0     |
| Total parcial en selección nacional | Total parcial en selección nacional | Total parcial en selección nacional   | Total parcial en selección nacional | 70    | 21    |

### Goles internacionales
| #   | Fecha                    | Lugar                                                    | Rival             | Goles | Resultado | Competición                  |
| --- | ------------------------ | -------------------------------------------------------- | ----------------- | ----- | --------- | ---------------------------- |
| 1.  | 16 de diciembre de 2015  | Estadio Juan Ramón Brevé Vargas, Juticalpa, Honduras     | Cuba              | 1-0   | 2—0       | Amistoso                     |
| 2.  | 16 de diciembre de 2015  | Estadio Juan Ramón Brevé Vargas, Juticalpa, Honduras     | Cuba              | 2-0   | 2—0       | Amistoso                     |
| 3.  | 25 de marzo de 2016      | Estadio Cuscatlán, San Salvador, El Salvador             | El Salvador       | 0-1   | 2—2       | Eliminatorias 2018           |
| 4.  | 24 de agosto de 2016     | Estadio Olímpico Metropolitano, San Pedro Sula, Honduras | Nicaragua         | 1-0   | 1—0       | Amistoso                     |
| 5.  | 13 de junio de 2017      | Estadio Rommel Fernández, Ciudad de Panamá, Panamá       | Panamá            | 1-2   | 2–2       | Eliminatorias 2018           |
| 6.  | 1 de septiembre de 2017  | Estadio Ato Boldon, Couva, Trinidad y Tobago             | Trinidad y Tobago | 0-2   | 0–2       | Eliminatorias 2018           |
| 7.  | 10 de octubre de 2017    | Estadio Olímpico Metropolitano, San Pedro Sula, Honduras | México            | 1-1   | 3—2       | Eliminatorias 2018           |
| 8.  | 15 de noviembre de 2017  | Estadio ANZ, Sídney, Australia                           | Australia         | 3-1   | 3—1       | Repechaje Eliminatorias 2018 |
| 9.  | 10 de septiembre de 2019 | Estadio Olímpico Metropolitano, San Pedro Sula, Honduras | Chile             | 1-1   | 2—1       | Amistoso                     |
| 10. | 17 de noviembre de 2019  | Estadio Olímpico Metropolitano, San Pedro Sula, Honduras | Trinidad y Tobago | 3-0   | 4—0       | Liga de Naciones 2019-20     |
| 11. | 17 de noviembre de 2019  | Estadio Olímpico Metropolitano, San Pedro Sula, Honduras | Trinidad y Tobago | 4-0   | 4—0       | Liga de Naciones 2019-20     |
| 12. | 6 de junio de 2021       | Campo Empower en Mile High, Denver, Estados Unidos       | Costa Rica        | 2-1   | 2—2       | Liga de Naciones 2019-20     |
| 13. | 6 de junio de 2021       | Estadio Olímpico Metropolitano, San Pedro Sula, Honduras | Panamá            | 1-0   | 2—3       | Eliminatorias 2022           |

## Estadísticas

### Clubes
Actualizado al último partido jugado el 16 de septiembre de 2023, Valenciennes 1:2 F. C. Girondins de Burdeos.
| Club | Div.          | Temporada     | Liga  | Liga  | Copas nacionales | Copas nacionales | Copas internacionales | Copas internacionales | Total | Total | Media goleadora(1) |
| Club | Div.          | Temporada     | Part. | Goles | Part.            | Goles            | Part.                 | Goles                 | Part. | Goles | Media goleadora(1) |
| --- | ------------- | ------------- | ----- | ----- | ---------------- | ---------------- | --------------------- | --------------------- | ----- | ----- | ------------------ |
| C. Olimpia D. Honduras | 1.ª           | 2013-14       | 9     | 0     | —                | —                | —                     | —                     | 9     | 0     | 0                  |
| C. Olimpia D. Honduras | 1.ª           | 2014-15       | 18    | 6     | —                | —                | 6                     | 1                     | 24    | 7     | 0.29               |
| C. Olimpia D. Honduras | 1.ª           | 2015-16       | 35    | 19    | —                | —                | 4                     | 2                     | 39    | 21    | 0.55               |
| C. Olimpia D. Honduras | Total club    | Total club    | 62    | 25    | 0                | 0                | 10                    | 3                     | 72    | 28    | 0.39               |
| C. F. Monterrey · México | 1.ª           | 2016-17       | 5     | 0     | —                | —                | —                     | —                     | 5     | 0     | 0                  |
| C. F. Monterrey · México | Total club    | Total club    | 5     | 0     | —                | —                | —                     | —                     | 5     | 0     | 0                  |
| Houston Dynamo Estados Unidos | 1.ª           | 2017          | 30    | 11    | —                | —                | —                     | —                     | 30    | 11    | 0.37               |
| Houston Dynamo Estados Unidos | 1.ª           | 2018          | 30    | 11    | 4                | 0                | —                     | —                     | 34    | 11    | 0.32               |
| Houston Dynamo Estados Unidos | 1.ª           | 2019          | 26    | 9     | —                | —                | 4                     | 0                     | 31    | 9     | 0.3                |
| Houston Dynamo Estados Unidos | 1.ª           | 2020          | 6     | 4     | —                | —                | —                     | —                     | 6     | 4     | 0.67               |
| Houston Dynamo Estados Unidos | Total club    | Total club    | 92    | 35    | 4                | 0                | 4                     | 0                     | 100   | 35    | 0.35               |
| Boavista F. C. Portugal | 1.ª           | 2020-21       | 31    | 8     | 1                | 0                | —                     | —                     | 32    | 8     | 0.25               |
| Boavista F. C. Portugal | Total club    | Total club    | 31    | 8     | 1                | 0                | —                     | —                     | 32    | 8     | 0.25               |
| F. C. Girondins de Burdeos Francia | 1.ª           | 2021-22       | 20    | 9     | 1                | 0                | —                     | —                     | 20    | 9     | 0.45               |
| F. C. Girondins de Burdeos Francia | 2.ª           | 2022-23       | 12    | 1     | 3                | 0                | —                     | —                     | 15    | 1     | 0.07               |
| F. C. Girondins de Burdeos Francia | Total club    | Total club    | 32    | 10    | 4                | 0                | —                     | —                     | 36    | 10    | 0.28               |
| Stade Brest Francia | 1.ª           | 2022-23       | 10    | 0     | 0                | 0                | —                     | —                     | 10    | 0     | 0                  |
| Stade Brest Francia | Total club    | Total club    | 10    | 0     | 0                | 0                | —                     | —                     | 10    | 0     | 0                  |
| F. C. Girondins de Burdeos Francia | 2.ª           | 2023-24       | 19    | 5     | 2                | 0                | —                     | —                     | 21    | 5     | 0.24               |
| F. C. Girondins de Burdeos Francia | Total club    | Total club    | 19    | 5     | 2                | 0                | —                     | —                     | 21    | 5     | 0.24               |
| C. Olimpia D. Honduras | 1.ª           | 2024-25       | 14    | 0     | —                | —                | —                     | —                     | 14    | 0     | 0                  |
| C. Olimpia D. Honduras | 1.ª           | 2025-26       | 3     | 3     | —                | —                | 1                     | 0                     | 4     | 3     | 0.75               |
| C. Olimpia D. Honduras | Total club    | Total club    | 17    | 3     | —                | —                | 1                     | 0                     | 17    | 3     | 0.75               |
| C. S. Marítimo Portugal | 2.ª           | 2025-26       | 0     | 0     | 0                | 0                | —                     | —                     | 0     | 0     | 0                  |
| C. S. Marítimo Portugal | Total club    | Total club    | 0     | 0     | 0                | 0                | —                     | —                     | 0     | 0     | 0                  |
| Total carrera | Total carrera | Total carrera | 265   | 83    | 11               | 0                | 14                    | 3                     | 290   | 86    | 0.3                |
| (1) Incluye Lamar Hunt U.S. Open Cup (2018), Copa de Portugal (2020-21) y Copa de Francia (2021-23). (2) Incluye Liga de Campeones de la Concacaf (2014-19). |               |               |       |       |                  |                  |                       |                       |       |       |                    |

## Vida privada
Es el hermano menor del también futbolista Osman Elis Martínez. Su ídolo es David Suazo, con quien ha sido comparado. Elis creció en la ciudad de San Pedro Sula, en la colonia suyapa Chamelecón un sector afectado por la violencia.[cita requerida]
En 2019, apareció junto con Josef Martínez, Nicolás Lodeiro y Justen Glad en la portada personalizada para la MLS del videojuego FIFA 19.
En 2024 después de un severo golpe en la cabeza durante un partido ante el Guingamp, fue operado de emergencia.

## Palmarés

### Campeonatos nacionales
| Título           | Club          | País     | Año  |
| ---------------- | ------------- | -------- | ---- |
| Torneo Clausura  | C. D. Olimpia | Honduras | 2014 |
| Copa de Honduras | C. D. Olimpia | Honduras | 2015 |
| Torneo Clausura  | C. D. Olimpia | Honduras | 2015 |
| Torneo Clausura  | C. D. Olimpia | Honduras | 2016 |
| Torneo Clausura  | C. D. Olimpia | Honduras | 2025 |

### Distinciones individuales
| Distinción                                          | Año                        |
| --------------------------------------------------- | -------------------------- |
| Mejor futbolista joven de Honduras (Diario El País) | 2015                       |
| Incluido en el Once Ideal del Preolímpico.          | 2015                       |
| Mejor jugador joven de la Concacaf Liga Campeones   | 2015-16                    |
| Nominado entre los mejores U-21 del mundo           | Listado anual de IBWM 2018 |